# 第六届熊猫杯国际青年足球邀请赛
第六届熊猫杯国际青年足球邀请赛是2019年5月25日至29日在中华人民共和国四川省成都市双流体育中心举办的青年男子足球赛事。中国足协担任赛事指导单位。赛事由成都市人民政府主办，成都市体育局、双流区人民政府承办，成都市足球运动项目管理中心、成都市足球协会、双流区文化体育和旅游局、成都双流体育产业运营管理有限公司协办。与前几届赛事类似，本届熊猫杯仍采用“赛事+研讨会+球队进校园”的模式，除举办比赛，还在5月26日邀请参赛球队参访成都市的青少年足球俱乐部，在5月28日召开国际青少年足球发展研讨会。
主办方为迎合中国18岁以下国家足球队备战需要，并未延续往届邀请U19国家队的做法，改而邀请了三支U18国家队参赛。东道主中国U18国家队、韩国U18、泰国U18、新西兰U18四支球队参加了这届赛事。韩国队三战全胜，赢得冠军。然而，赛后庆祝夺冠时，韩国球员朴规现脚踏奖杯的动作引起了争议。组委会认为朴规现侮辱奖杯、有违体育道德，收回了韩国队的奖杯。

## 参赛球队
2019年5月，主办方宣布邀请韩国U18、泰国U18、新西兰U18三支球队与中国U18国家队参加2019年熊猫杯比赛。参与比赛的新西兰U18国家队实际上是新西兰U17国家队，球队参加熊猫杯比赛以备战之后的2019年國際足協U-17世界盃。
| 球队           | 大洲足协       |
| -------------- | -------------- |
| 中國（东道主） | 亚洲足球联合会 |
|                | 亚洲足球联合会 |
| 新西兰         | 大洋洲足球協會 |
| 泰國           | 亚洲足球联合会 |

## 场馆
| 成都市                                        | 双流体育中心 |
| 双流体育中心                                  | 双流体育中心 |
| 30°34′13″N 103°53′45″E / 30.5704°N 103.8957°E | 双流体育中心 |
| 座位数: 26,000                                | 双流体育中心 |

## 比赛
| 排名 | 隊伍   | 賽 | 勝 | 和 | 負 | 得 | 失 | 差 | 分 |
| ---- | ------ | -- | -- | -- | -- | -- | -- | -- | -- |
| 1    |        | 3  | 3  | 0  | 0  | 9  | 1  | +8 | 9  |
| 2    | 泰國   | 3  | 2  | 0  | 1  | 4  | 1  | +3 | 6  |
| 3    | 新西兰 | 3  | 1  | 0  | 2  | 2  | 5  | −3 | 3  |
| 4    | 中國   | 3  | 0  | 0  | 3  | 0  | 7  | −7 | 0  |

以下时间均为北京时间。
| 2019年5月25日 15:00 |

|                        | 2–1  | 泰國                  |
| ---------------------- | ---- | --------------------- |
| - 许律 3' - 赵玹泽 10' | 报告 | - 84' 阿那差·特普西里 |

| 双流体育中心 觀眾人數：456 ： 唐顺齐 |

| 2019年5月25日 19:00 |

| 中國 | 0–2  | 新西兰                                      |
| ---- | ---- | ------------------------------------------- |
|      | 报告 | - 43' 杰西·兰德尔 - 72'（点球） 马修·加伯特 |

| 双流体育中心 觀眾人數：5,652 ： 迪兰·佩雷拉 |

| 2019年5月27日 15:00 |

| 新西兰 | 0–4  |                                                     |
| ------ | ---- | --------------------------------------------------- |
|        | 报告 | - 36' 金建旿 - 38' 李珍镕 - 49' 权赫奎 - 90' 安在俊 |

| 双流体育中心 觀眾人數：215 ： 艾堃 |

| 2019年5月27日 19:00 |

| 泰國                                   | 2–0  | 中國 |
| -------------------------------------- | ---- | ---- |
| - 阿集博·吉里龙 4' - 西提南·龙雷昂 42' | 报告 |      |

| 双流体育中心 觀眾人數：1,056 ： 加米尼·尼翁·罗贝什 |

| 2019年5月29日 15:00 |

| 新西兰 | 0–1  | 泰國               |
| ------ | ---- | ------------------ |
|        | 报告 | - 2' 阿集博·吉里龙 |

| 双流体育中心 觀眾人數：235 ： 唐顺齐 |

| 2019年5月29日 19:00 |

|                      | 3–0  | 中國 |
| -------------------- | ---- | ---- |
| - 黄载焕 52' 56' 79' | 报告 |      |

| 双流体育中心 觀眾人數：2,352 ： 迪兰·佩雷拉 |

## 射手榜
3 球 

| - 黄载焕 |

2 球

| - 阿集博·吉里龙 |

1 球

| - 许律 - 赵玹泽 - 金建旿 - 李珍镕 | - 权赫奎 - 安在俊 - 阿那差·特普西里 | - 西提南·龙雷昂 - 杰西·兰德尔 - 马修·加伯特 |

## 争议
2019年5月29日晚，韩国队击败中国队夺得冠军。韩国队夺冠后在场地内庆祝，记者拍下了韩国球员朴规现脚踩熊猫杯奖杯大笑的场面。据称，还有韩国球员对奖杯做出撒尿动作，被队友阻止。很快，熊猫杯组委会表示已经向韩国方面提出严正抗议和交涉，要求涉事队员道歉。当晚，熊猫杯组委会发布声明，认为韩国球员的举动侮辱了熊猫杯，侮辱了参赛国家、观众和工作人员；韩国国青队领队已口头致歉并上报韩国足协，但组委会要求涉事球员书面道歉；组委会不欢迎侮辱赛事、违反体育道德的球员和球队参加熊猫杯。
5月30日凌晨，韩国队在酒店公开道歉。道歉视频中，韩国队全体球员首先鞠躬致歉，随后朴规现念道歉书并鞠躬，最后主教练金廷洙用英文道歉并鞠躬。金廷洙另外用视频单独道了歉。韩国足协也向熊猫杯组委会致函道歉。30日上午，韩国队领队、主教练、朴规现等人亲自来到组委会，向组委会道歉。同一天上午，中国足协将此事上报亚足联，责成熊猫杯组委会继续采取惩处措施。同一天，熊猫杯组委会宣布收回韩国队的冠军奖杯。5月31日，韩国足协在网站贴出致歉信，表示将在6月设立委员会进行调查，并在调查后决定惩处办法。
中国多家媒体报道了韩国队员脚踩熊猫杯的事件。有媒体称，多数中国球迷并不接受韩国队的道歉。有评论还提到，纵然韩国队道歉、组委会收回奖杯，也不能改变中国足球落后的局面。新华社的评论称，韩国队球员的表现不道德，但他踩在脚下的不只是奖杯和体育道德，还有对中国足球的尊重；参加熊猫杯的中国国青队三战皆墨、一球未进、排名垫底，中国国青队的球员应该努力证明自己、赢得尊重。
韩国网民和媒体也批评了朴规现的做法。朴规现所在的蔚山现代足球俱乐部虽然承认他脚踩奖杯的做法不妥，但也辩解称朴规现可能是在模仿知名欧洲球员（媒体配图为兹拉坦·伊布拉希莫维奇和塞尔希奥·拉莫斯分别脚踏欧联杯和欧洲冠军联赛奖杯的照片），朴规现生性活泼，人品并无问题，只是有些调皮导致举止过分。

## 備註
1. 1 2  姓名为音译。